# سینوس (گیاه‌شناسی)

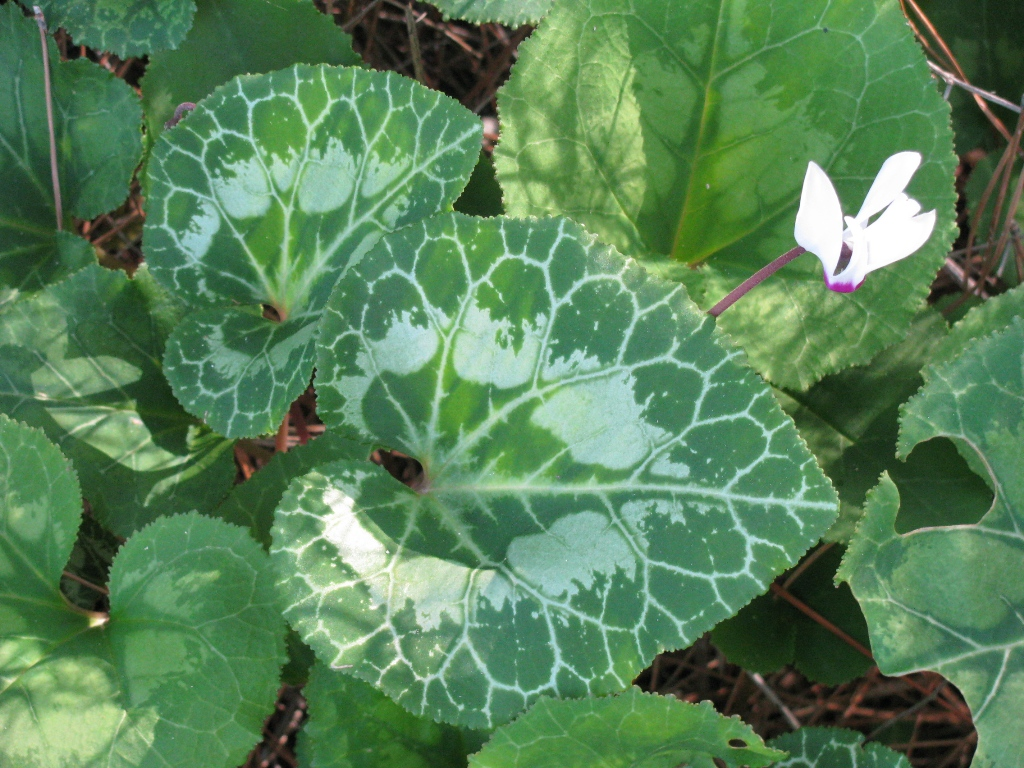
ناحیه بین دو لوب برگ نگون‌سار ایرانی یک سینوس است.

در گیاه‌شناسی، سینوس (به انگلیسی: Sinus) یک فاصله یا فرورفتگی بین دو لوب یا ناحیه گیاه، معمولاً روی یک برگ است؛ این واژه در قارچ‌شناسی نیز استفاده می‌شود. به عنوان مثال، یکی از مشخصه‌های بارز گونه‌های آمریکای شمالی در تیره کرکونوسه، وجود سینوس است که صورت حفرات کوچک دیده می‌شود.